# Adriano Lorenzi
Adriano Lorenzi (Cortina d'Ampezzo, 14 novembre 1960) è un giocatore e allenatore di curling italiano, atleta del Curling Club Dolomiti.

## Carriera agonistica

### Nazionale
Il suo esordio con la nazionale italiana junior di curling è stato il campionato mondiale junior del 1980, disputato a Kitchener, in Canada: in quell'occasione l'Italia si piazzò al decimo posto. Con la nazionale junior partecipa a due mondiali junior.
Nel 1987 Adriano entra nella formazione della nazionale assoluta con cui ha partecipato ad un campionato mondiale di curling ed a quattro campionati europei oltre ad un Challenge Round per la qualificazione ai mondiali. Il miglior risultato dell'atleta è il settimo posto ottenuto ai mondiali del 1987 disputati a Milwaukee, in Canada.
CAMPIONATI
Nazionale assoluta: 41 partite
- Mondiali
  - 1989 Milwaukee ( Stati Uniti) 7°
- Europei
  - 1987 Oberstdorf ( Germania Ovest) 10°
  - 1988 Perth ( Scozia) 8°
  - 2003 Courmayeur ( Italia) 8°
  - 2006 Basilea ( Svizzera) 12°
- Challenge Round
  - 1988 Perth ( Scozia) 3°

Nazionale junior: 18 partite
- Mondiali junior
  - 1980 Kitchener-Waterloo ( Canada) 10°
  - 1982 Fredericton ( Canada) 10°

### Campionati italiani e coppa italia
Lorenzi ha preso parte ai campionati italiani di curling inizialmente con il Curling Club New Wave poi con il Curling Club Dolomiti ed è stato 8 volte campione d'Italia:
- Italiani junior:
  - 1981  con Alessandro Del Fabbro, Enrico Fumagalli, Roberto De Rigo
  - 1982  con Alessandro Del Fabbro, Enrico Fumagalli, Roberto Lacedelli
- Italiani assoluti:
  - 1994 
  - 1995  con Stefano Ferronato, Roberto Lacedelli, Gianluca Lorenzi
  - 1998  con Giorgio Alberti, Massimiliano Lorenzi, Alessandro Zardini
  - 1999  con Giorgio Alberti, Massimiliano Lorenzi, Alessandro Zardini, Cristian Moglia
  - 2001 
  - 2002 
  - 2003 
  - 2004 
  - 2005 
  - 2007 
  - 2010  con Giorgio Da Rin, Marco Mariani, Alessandro Zisa e Alberto Alverà
- Italiani misti:
  - 2002  con Diana Gaspari, Arianna Lorenzi, Giorgio Alberti, Basilio De Zanna
  - 2003  con Diana Gaspari, Arianna Lorenzi, Alessandro Zisa
- Italiani master:
  - 2012

Nel 1997 con Roberto Lacedelli e Giorgio Alberti vince la Coppa Italia di curling, trofeo ad oggi sospeso
Allenatore della nazionale Juniores ai campionati mondiali di Cornwall(CND) 1984 e Victoria (CND) 1987
Diploma WCF Instructor  Weehlchair Course nel 2015
Allenatore nazionale weehlchair double mis dal 2023 al 2025

## Incarichi sociali e sportivi
Adriano è stato tra i fondatori del Curling Club New Wave, club di cui è stato presidente dal 1989 al 2000. Per molti anni è stato allenatore delle squadre societarie di cortina. Dal 2008 al 2010 Lorenzi è stato allenatore del settore giovanile del Curling Club Dolomiti.
Dal 1982 al 1989 ha lavorato a Milano con il fratello fondando e dirigendo la  prima catena italiana di fast food con il marchio Kenny, nata a Cortina d'Ampezzo e sviluppatasi poi in Italia con 12 locali.
Adriano è stato Assessore allo sport, Turismo e Cultura nel comune di Cortina d'Ampezzo dal 1994 al 1998 e al Turismo e Mobilità  dal 2002 al 2006.
Dal 2000 al 2007 è stato amministratore e vice presidente dell'ente Longarone Fiere.
Dal marzo 2001 delegato della ITAS Mutua Assicurazioni per Cortina in seno all'Assemblea Generale
Da maggio 2017 a maggio 2020 nel consiglio di Amministrazione della Banca Cassa Rurale ed artigiana di Cortina
Laurea triennale in Storia generale - Laurea magistrale in Storia Medievale all'Università Cà Foscari di Venezia con tesi sulla criminalità , devianza e statuti 

## Altri sport
- Cintura nera di Karate Wadoryu
- Campione italiano di hockey su ghiaccio categoria Juniores nel 1976 con la Sportivi Ghiaccio Cortina
- Partecipazione alla Venice Marathon 2000
- Partecipazione alla ski marathon Dobbiaco-Cortina di fondo nel 2012/13/14/2015/2016